# Michel Herr

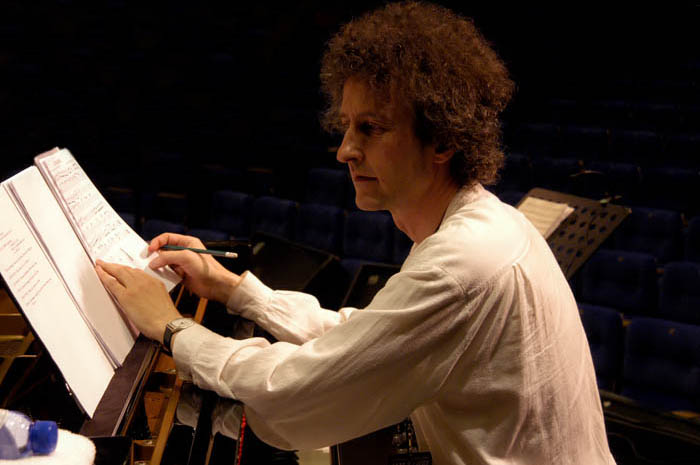
Michel Herr

Michel Herr (16 februari 1949, Brussel) is een Belgisch pianist en componist die reeds decennialang actief is in de jazz- en filmmuziekwereld. Hij is te horen op meer dan 100 jazz-albums.
Als pianist speelde Michel Herr met allerlei grote jazzmuzikanten waaronder Chet Baker, Joe Henderson, Joe Lovano, Bill Frisell, Johnny Griffin, Philip Catherine, Archie Shepp, Art Farmer. Hij leidde verschillende groepen : trio, kwintet, nonet, big band.
Hij begeleidde de mondharmonicaspeler Toots Thielemans gedurende 20 jaren.
Als componist en arrangeur schreef hij muziek voor vele jazz ensembles: het Brussels Jazz Orchestra, ACT Big Band, WDR Big Band, Metropole Orchestra en ook verschillende klassieke orkesten (strijkers, koor, kamer en symfonische orkesten).
In 2008 verscheen de cd "The Music of Michel Herr", een dubbele verzamelaar met allerlei composities van Michel Herr met het Brussels Jazz Orchestra. In 2019 verscheen het album "Michel Herr Positive / Music for sextet ad string quartet".

## Geselecteerde werken

### Albums als (co-)frontman
- - Positive / Music for sextet and string quartet (2019)
  - Jazz Olympics (1 track in tentet with Michel Herr & Life Lines) (2008)
  - The Music of Michel Herr (with the Brussels Jazz Orchestra) (2008)
  - A tribute to Belgian Jazz (1998)
  - Notes of life (1998) (Quintet)
  - Just friends (Michel Herr & Archie Shepp)(1993) (movie soundtrack)
  - Meet Curtis Lundy & Kenny Washington (Steve Houben & Michel Herr) (1983)
  - Intuitions (1989) (trio)
  - Short stories (1982) (with Wolfgang Engstfeld)
  - Continuous flow (1980) (Engstfeld / Herr / Danielsson / Lowe)
  - Good buddies (1979) (with Bill Frisell)
  - Perspective (1978) (with Wolfgang Engstfeld)
  - Ouverture éclair (1977) (Michel Herr Trio)
  - Solis Lacus (1975)

### Albums als pianist, componist, arrangeur e.a.
- - The black days sessions (Daniel Romeo/Arrangeur) (2020)
  - We have a dream (Tutu Puoane & Brussels Jazz Orchestra/ Arrangeur) (2018)
  - Udiverse (Fabrice Alleman & Chamber orchestra/Arrangeur & componist) (2017)
  - The string project (Philip Catherine/ Arranger) (2016) Echo Jazz Award 2016 (D)
  - Colors of Time (Thierry Lang & David Linx/ Arrangeur) (2013)
  - Crush (Ivan Paduart & the Metropole Orchestra/ Arrangeur) (2010)
  - Let me hear a simple song (Radoni's Tribe / Arrangeur) (2009)
  - Jazz Olympics (1 track feat. David Linx / Brussels Jazz Orchestra) (2008)
  - Changing Faces (1 track feat. David Linx / Brussels Jazz Orchestra) (2007)
  - Sides of Life (Fabrice Alleman) (2004)
  - Insense (Hilde Vanhove) (2003)
  - Restless (Jean-Pierre Catoul / Peter Hertmans) (1999)
  - The live takes (Toots Thielemans) (1999)
  - En public (Phil Abraham Quartet) (1997)
  - O brilho do Sol (Marito Correa) (1996)
  - Intensive Act" (Félix Simtaine) (1996)
  - L'affaire (Vladimir Cosma/Toots Thielemans, movie soundtrack) (1994)
  - Loop the loop (Fabrice Alleman Quartet) (1993)
  - Take it from the top (Denise Jannah) (1991)
  - Bim bim (Bruno Castellucci) (1987)
  - Extremes (Act Big Band and guests) (1987)
  - Solid Steps (Joe Lovano) (1986)
  - Transparence (Philip Catherine) (1986)
  - Sweet seventina (Bert Joris) (1985)
  - Your precious love (Toots Thielemans) (1984)
  - Soon spring (John Ruocco) (1983)
  - Steve Houben + strings (1982)
  - Act Big Band (1981)
  - Remembering Bobby Jaspar and Rene Thomas (Saxo 1000) (1980)
  - Dom Rocket (Gijs Hendriks Quartet) (1979)
  - Live in Solothurn (Zbigniew Seifert Variospheres) (rec. 1976, uitgebracht op cd in 2017)

### Als componist of orkestrator van filmmuziek
- Le Scoop (Jean-Louis Colmant) (1977) (tv)
- La Mésaventure (Freddy Charles) (1980) (tv)
- Les Fugitifs (Freddy Charles)  (1981) (tv)
- San Francisco (Freddy Charles)  (1982) (tv)
- Les Magiciens du mercredi (Freddy Charles)  (1984) (tv)
- Just Friends (Marc-Henri Wajnberg) (1993)
- Éclats de famille (Didier Grousset) (1994) (tv)
- Les Monos / Le responsable (Didier Grousset)  (1999) (tv)
- Le Coup du lapin (Didier Grousset) (2000) (tv)
- Odette Toulemonde (Eric-Emmanuel Schmitt) (Nicola Piovani) (orchestrator van Joséphine Baker songs) (2007)
- Un crime très populaire (Didier Grousset)  (2007) (tv)